# 金田村 (千葉県)
金田村（かねだむら）は、千葉県君津郡（望陀郡）にかつて存在した村である。現在の木更津市の西部に位置した。
木更津金田インターチェンジ、木更津金田バスターミナルなどに名をとどめている。

## 沿革
- 1889年（明治22年）4月1日 - 町村制施行により、中野村、牛込村、中島村、瓜蔵村、畔戸村が合併し、望陀郡金田村が発足。
- 1897年（明治30年）4月1日 - 望陀郡が統合されて君津郡となる。
- 1955年（昭和30年）2月11日 - 木更津市に編入し、金田村廃止[1]。